# Кулево (Сафоновський район)
Кулево (рос. Кулево) — присілок Сафоновського району Смоленської області Росії. Входить до складу Барановського сільського поселення.
Населення — 20 осіб (2007 рік). 